# Кузнецов, Николай Павлович (артиллерист)
Николай Павлович Кузнецов (28 октября 1923 года, село Озерно-Кузнецово — 7 февраля 2003 года, Новосибирск) — полковник внутренней службы Управления исполнения наказаний, участник Великой Отечественной войны, Герой Советского Союза (1944).

## Биография
Окончил восемь классов школы, занимался в аэроклубе. В 1940 году был призван на службу в Рабоче-крестьянскую Красную Армию. Учился в Прокопьевской лётной спецшколе. С марта 1942 года — на фронтах Великой Отечественной войны.
К осени 1943 года красноармеец Николай Кузнецов был наводчиком орудия дивизиона 69-й механизированной бригады 9-го механизированного корпуса 3-й гвардейской танковой армии Воронежского фронта. Отличился во время битвы за Днепр. Расчёт Николая Кузнецова одним из первых переправился через Днепр в районе села Зарубинцы Каневского района Черкасской области Украинской ССР и принял активное участие в боях за захват и удержание плацдарма на его западном берегу, уничтожив 3 танка, 2 БТР, 2 миномёта, 5 пулемётов и подавив огонь 1 артиллерийского орудия и 2 пулемётов.
Указом Президиума Верховного Совета СССР «О присвоении звания Героя Советского Союза генералам, офицерскому, сержантскому и рядовому составу Красной Армии» от 10 января 1944 года за «образцовое выполнение боевых заданий командования на фронте борьбы с немецко-фашистскими захватчиками и проявленные при этом отвагу и геройство» был удостоен высокого звания Героя Советского Союза с вручением ордена Ленина и медали «Золотая Звезда» за номером 2143.
В 1945 году окончил школу военных лётчиков дальней авиации. В 1947 году в звании лейтенанта он был уволен в запас. Первоначально жил и работал на родине, позднее переехал в Новосибирск. В 1962 году он окончил Новосибирскую совпартшколу, после чего работал в Управлении исполнения наказания УВД по Новосибирской области. В 1980 году в звании полковника внутренней службы вышел на пенсию.
Похоронен на Заельцовском кладбище Новосибирска.
Был также награждён орденами Красного Знамени и Отечественной войны 1-й степени, рядом медалей. Имя героя СССР Н.П. Кузнецова носит Средняя общеобразовательная школа № 67 в Ленинском районе Новосибирска, на территории которой также установлен его бюст.